# Anillus
Anillus is een geslacht van kevers uit de familie van de loopkevers (Carabidae). De wetenschappelijke naam van het geslacht is voor het eerst geldig gepubliceerd in 1851 door Jacquelin du Val.

## Soorten
Het geslacht Anillus omvat de volgende soorten:
- Anillus angelae Magrini & Vanni, 1989
- Anillus bordonii Magrini & Vanni, 1993
- Anillus caecus Jacquelin du Val, 1851
- Anillus cebennicus Balazuc & Bruneau de Mire, 1964
- Anillus cirocchii Magrini & Vanni, 1989
- Anillus convexus Saulcy, 1864
- Anillus florentinus Dieck, 1869
- Anillus frater Aube, 1863
- Anillus hypogaeus Aube, 1861
- Anillus joffrei Sainte-Claire Deville, 1925
- Anillus latialis Jeannel, 1937
- Anillus marii Magrini & Vanni, 1989
- Anillus minervae Coiffait, 1956
- Anillus pacei Magrini & Vanni, 1993
- Anillus sekerai Reitter, 1906
- Anillus sulcatellus Coiffait, 1958
- Anillus virginiae Magrini & Vanni, 1993